# Червоний Пахар (Глухівський район)
Червоний Па́хар — колишнє село в Україні, у Глухівському районі Сумської області. Було підпорядковане Суходільській сільській раді.
Зняте з обліку рішенням Сумської обласної ради 22 грудня 2015 року.

## Географія
Село Червоний Пахар знаходилося на правому березі річки Локня, вище за течією на відстані 3,5 км розташоване село Мала Слобідка, нижче за течією на відстані 3 км розташоване село Уланове.